# Campeonato Europeo de Balonmano Femenino de 2004
El VI Campeonato Europeo de Balonmano Femenino se celebró en Hungría entre el 9 y el 19 de diciembre de 2004 bajo la organización de la Federación Europea de Balonmano (EHF) y la Federación Húngara de Balonmano.

## Sedes
| Grupo      | Ciudad       |
| ---------- | ------------ |
| A y II     | Debrecen     |
| B          | Zalaegerszeg |
| C          | Békéscsaba   |
| D y I      | Győr         |
| Fase final | Budapest     |

## Grupos
| Grupo A         | Grupo B             | Grupo C   | Grupo D     |
| --------------- | ------------------- | --------- | ----------- |
| Noruega         | Eslovenia           | Dinamarca | Hungría     |
| Ucrania         | Rusia               | Alemania  | Austria     |
| España          | Serbia y Montenegro | Rumania   | Francia     |
| República Checa | Croacia             | Suecia    | Bielorrusia |

## Primera fase

### Grupo A
| Equipo          | J | G | E | P | GF | GC | DG  | PTS |
| --------------- | - | - | - | - | -- | -- | --- | --- |
| Noruega         | 3 | 3 | 0 | 0 | 83 | 71 | +12 | 6   |
| Ucrania         | 3 | 2 | 0 | 1 | 77 | 74 | +3  | 4   |
| España          | 3 | 1 | 0 | 2 | 71 | 72 | -1  | 2   |
| República Checa | 3 | 0 | 0 | 3 | 60 | 74 | -14 | 0   |

- Resultados

| Fecha    | Hora  | Partido¹        | Partido¹ | Partido¹        | Resultado |
| -------- | ----- | --------------- | -------- | --------------- | --------- |
| 09.12.04 | 17:00 | República Checa | -        | España          | 18-19     |
| 09.12.04 | 19:10 | Noruega         | -        | Ucrania         | 27-24     |
| 11.12.04 | 19:10 | España          | -        | Noruega         | 25-26     |
| 11.12.04 | 17:00 | Ucrania         | -        | República Checa | 25-20     |
| 12.12.04 | 19:10 | Noruega         | -        | República Checa | 30-22     |
| 12.12.04 | 17:00 | Ucrania         | -        | España          | 28-27     |

- (¹) -  Todos en Debrecen

### Grupo B
| Equipo              | J | G | E | P | GF | GC  | DG  | PTS |
| ------------------- | - | - | - | - | -- | --- | --- | --- |
| Eslovenia           | 3 | 2 | 0 | 1 | 96 | 86  | +10 | 4   |
| Rusia               | 3 | 2 | 0 | 1 | 95 | 82  | +13 | 4   |
| Serbia y Montenegro | 3 | 1 | 0 | 2 | 89 | 105 | -16 | 2   |
| Croacia             | 3 | 1 | 0 | 2 | 82 | 89  | -7  | 2   |

- Resultados

| Fecha    | Hora  | Partido¹            | Partido¹ | Partido¹            | Resultado |
| -------- | ----- | ------------------- | -------- | ------------------- | --------- |
| 09.12.04 | 18:00 | Rusia               | -        | Eslovenia           | 30-31     |
| 09.12.04 | 20:00 | Serbia y Montenegro | -        | Croacia             | 34-30     |
| 11.12.04 | 18:00 | Croacia             | -        | Rusia               | 22-26     |
| 11.12.04 | 20:00 | Eslovenia           | -        | Serbia y Montenegro | 36-26     |
| 12.12.04 | 18:00 | Rusia               | -        | Serbia y Montenegro | 39-29     |
| 12.12.04 | 20:00 | Eslovenia           | -        | Croacia             | 29-30     |

- (¹) -  Todos en Zalaegerszeg

### Grupo C
| Equipo    | J | G | E | P | GF | GC | DG  | PTS |
| --------- | - | - | - | - | -- | -- | --- | --- |
| Dinamarca | 3 | 2 | 0 | 1 | 75 | 70 | +5  | 4   |
| Alemania  | 3 | 2 | 0 | 1 | 75 | 73 | +2  | 4   |
| Rumania   | 3 | 2 | 0 | 1 | 81 | 75 | +6  | 4   |
| Suecia    | 3 | 0 | 0 | 3 | 68 | 81 | -13 | 0   |

- Resultados

| Fecha    | Hora  | Partido¹  | Partido¹ | Partido¹  | Resultado |
| -------- | ----- | --------- | -------- | --------- | --------- |
| 09.12.04 | 20:15 | Dinamarca | -        | Alemania  | 27-24     |
| 09.12.04 | 18:00 | Rumania   | -        | Suecia    | 32-25     |
| 10.12.04 | 20:15 | Suecia    | -        | Dinamarca | 21-24     |
| 10.12.04 | 18:00 | Alemania  | -        | Rumania   | 26-24     |
| 12.12.04 | 18:15 | Dinamarca | -        | Rumania   | 24-25     |
| 12.12.04 | 20:15 | Alemania  | -        | Suecia    | 25-22     |

- (¹) -  Todos en Békéscsaba

### Grupo D
| Equipo      | J | G | E | P | GF | GC | DG  | PTS |
| ----------- | - | - | - | - | -- | -- | --- | --- |
| Hungría     | 3 | 3 | 0 | 0 | 98 | 74 | +24 | 6   |
| Austria     | 3 | 2 | 0 | 1 | 91 | 84 | +7  | 4   |
| Francia     | 3 | 1 | 0 | 2 | 81 | 95 | -14 | 2   |
| Bielorrusia | 3 | 0 | 0 | 3 | 70 | 87 | -17 | 0   |

- Resultados

| Fecha    | Hora  | Partido¹    | Partido¹ | Partido¹    | Resultado |
| -------- | ----- | ----------- | -------- | ----------- | --------- |
| 09.12.04 | 20:00 | Francia     | -        | Austria     | 29-36     |
| 09.12.04 | 17:45 | Hungría     | -        | Bielorrusia | 32-22     |
| 10.12.04 | 20:00 | Bielorrusia | -        | Francia     | 27-29     |
| 10.12.04 | 17:45 | Austria     | -        | Hungría     | 29-34     |
| 12.12.04 | 17:00 | Francia     | -        | Hungría     | 23-32     |
| 12.12.04 | 19:00 | Austria     | -        | Bielorrusia | 26-21     |

- (¹) -  Todos en Győr

## Segunda fase
Una vez se clasifican 12 equipos (tres de cada grupo de la fase anterior), se forman dos nuevos grupos: el I con los tres mejores de los grupos A y B, y el II con los tres mejores de los grupos C y D. Compiten entre sí con los puntos que ya habían logrado en la ronda anterior, pero quitándoles los puntos que obtuvieron al jugar con el equipo no clasificado.

### Grupo I
| Equipo              | J | G | E | P | GF  | GC  | DG  | PTS |
| ------------------- | - | - | - | - | --- | --- | --- | --- |
| Noruega             | 5 | 5 | 0 | 0 | 158 | 115 | +43 | 10  |
| Rusia               | 5 | 3 | 0 | 2 | 148 | 133 | +15 | 6   |
| Ucrania             | 5 | 3 | 0 | 2 | 124 | 127 | -3  | 6   |
| España              | 5 | 2 | 0 | 3 | 138 | 138 | 0   | 4   |
| Eslovenia           | 5 | 2 | 0 | 3 | 135 | 151 | -16 | 4   |
| Serbia y Montenegro | 5 | 0 | 0 | 5 | 131 | 170 | -39 | 0   |

- Resultados

| Fecha    | Hora  | Partido¹ | Partido¹ | Partido¹            | Resultado |
| -------- | ----- | -------- | -------- | ------------------- | --------- |
| 14.12.04 | 15:00 | España   | -        | Serbia y Montenegro | 32-29     |
| 14.12.04 | 17:00 | Ucrania  | -        | Eslovenia           | 24-22     |
| 14.12.04 | 19:10 | Noruega  | -        | Rusia               | 25-24     |
| 15.12.04 | 15:00 | Ucrania  | -        | Rusia               | 24-28     |
| 15.12.04 | 17:00 | España   | -        | Eslovenia           | 30-28     |
| 15.12.04 | 19:10 | Noruega  | -        | Serbia y Montenegro | 39-24     |
| 16.12.04 | 15:00 | España   | -        | Rusia               | 24-27     |
| 16.12.04 | 17:00 | Ucrania  | -        | Serbia y Montenegro | 24-23     |
| 16.12.04 | 19:10 | Noruega  | -        | Eslovenia           | 41-18     |

- (¹) -  Todos en Győr

### Grupo II
| Equipo    | J | G | E | P | SG  | SP  | DS  | PTS |
| --------- | - | - | - | - | --- | --- | --- | --- |
| Dinamarca | 5 | 4 | 0 | 1 | 122 | 114 | +8  | 8   |
| Hungría   | 5 | 4 | 0 | 1 | 146 | 126 | +20 | 8   |
| Alemania  | 5 | 3 | 0 | 2 | 133 | 127 | +6  | 6   |
| Rumania   | 5 | 3 | 0 | 2 | 137 | 134 | +3  | 6   |
| Austria   | 5 | 1 | 0 | 4 | 138 | 149 | -11 | 2   |
| Francia   | 5 | 0 | 0 | 5 | 124 | 150 | -26 | 0   |

- Resultados

| Fecha    | Hora  | Partido¹  | Partido¹ | Partido¹ | Resultado |
| -------- | ----- | --------- | -------- | -------- | --------- |
| 14.12.04 | 15:45 | Rumania   | -        | Francia  | 31-25     |
| 14.12.04 | 17:45 | Alemania  | -        | Hungría  | 25-26     |
| 14.12.04 | 19:45 | Dinamarca | -        | Austria  | 25-22     |
| 15.12.04 | 15:45 | Alemania  | -        | Austria  | 29-23     |
| 15.12.04 | 17:45 | Rumania   | -        | Hungría  | 25-31     |
| 15.12.04 | 19:45 | Dinamarca | -        | Francia  | 22-20     |
| 16.12.04 | 15:45 | Alemania  | -        | Francia  | 29-27     |
| 16.12.04 | 17:45 | Dinamarca | -        | Hungría  | 24-23     |
| 16.12.04 | 19:45 | Rumania   | -        | Austria  | 32-28     |

- (¹) -  Todos en Debrecen

## Fase final
|  | Semifinales               | Semifinales               |    |                           | Final                     | Final |  |
|  |                           |                           |    |                           |                           |       |  |
|  |                           |                           |    |                           |                           |       |  |
|  | 18 / 12 / 2004 - 17:00 h. |                           |    |                           |                           |       |  |
|  | Noruega                   | 44                        |    |                           |                           |       |  |
|  | Hungría                   | 29                        |    |                           |                           |       |  |
|  |                           |                           |    |                           |                           |       |  |
|  |                           |                           |    |                           | 19 / 12 / 2004 - 15:00 h. |       |  |
|  |                           |                           |    |                           | Noruega                   | 27    |  |
|  |                           | Dinamarca                 | 25 |                           |                           |       |  |
|  |                           |                           |    |                           |                           |       |  |
|  |                           |                           |    |                           |                           |       |  |
|  |                           |                           |    |                           | Tercer Puesto             |       |  |
|  | 18 / 12 / 2004 - 19:30 h. | 18 / 12 / 2004 - 19:30 h. |    | 19 / 12 / 2004 - 17:30 h. | 19 / 12 / 2004 - 17:30 h. |       |  |
|  | Rusia                     | 27                        |    | Hungría                   | 29                        |       |  |
|  | Dinamarca                 | 31                        |    |                           | Rusia                     | 25    |  |

- -  Todos los partidos en Budapest

## Medallero
|         |           |         |
| Noruega | Dinamarca | Hungría |

### Clasificación general
| 1. Noruega              |
| 2. Dinamarca            |
| 3. Hungría              |
| 4. Rusia                |
| 5. Alemania             |
| 6. Ucrania              |
| 7. Rumania              |
| 8. España               |
| 9. Eslovenia            |
| 10. Austria             |
| 11. Francia             |
| 12. Serbia y Montenegro |
| 13. Croacia             |
| 14. Suecia              |
| 15. República Checa     |
| 16. Bielorrusia         |

- Datos: Q482577